# Fenilpropanolamina
Fenilpropanolamina é uma substância derivada das feniletilaminas, que por sua vez é derivada dos alcalóides. A fenilpropanolamina era um fármaco vendido livremente e usado em diversos medicamentos, como descongestionante, antialérgico e emagrecedor. Mas, foi proibido por meio da Resolução RDC 96, de 8 de novembro de 2000, pela Anvisa, por dar diversas reações adversas em pacientes como, por exemplo, aumentar o risco de derrame.